# Rio Ibirapuitã
Le rio Ibirapuitã est un cours d'eau brésilien de l'État du Rio Grande do Sul, et un affluent du rio Ibicuí, donc un sous-affluent de l'Uruguay dans le bassin de la Plata.

## Géographie
Ses sources sont proches de Santana do Livramento, au Brésil, et de Rivera, en Uruguay, à l'ouest de la première, dans la Coxilha de Haedo. Il fait environ 250 km de longueur, dont 180 km sur le territoire de la municipalité d'Alegrete.
C'est un affluent du rio Ibicuí.